# Аверкін Дмитро Іванович
Дмитро́ Іва́нович Аве́ркін (7 листопада 1894, село Покровка, Кирсановський повіт, Тамбовська губернія, Російська імперія — 10 грудня 1941, Кримська АРСР, РРФСР, СРСР) — радянський генерал-майор (1940). Один з керівників радянського партизанського руху в Криму. Загинув у бою.

## Біографія
Народився в селянській родині на Тамбовщині. У 1915 році був призваний до лав Російської імператорської армії. Учасник Першої світової війни, дослужився до звання підпоручика, був нагороджений Георгіївським хрестом 4-го ступеня.
З 1918 року — в Червоній армії. Учасник Громадянської війни в Росії, командував ротою. Після важкого поранення переведений в тил, де спершу працював інструктором Новохоперського військкомату, а потім брав участь у каральних експедиціях військ ЧК проти повсталих селян на Тамбовщині. Учасник придушення Тамбовського повстання.
У міжвоєнний період служив у кавалерії. Був начальником штабу 57-го кавалерійського полку, командиром 51-го кавалерійського полку, начальником штабу 2-ї кавалерійської дивізії. Учасник вторгнення Червоної армії до Польщі восени 1939 року.
На момент початку німецько-радянської війни генерал-майор Аверкін навчався в Академії Генерального штабу. Однак уже 6 липня 1941 року він був призначений командиром 48-ї кавалерійської дивізії Харківського військового округу. Незабаром дивізію передислокували у Крим, де вона увійшла до складу 51-ї армії.
У жовтні 1941 року 48-ма кавалерійська дивізія разом з іншими частинами 51-ї армії була оточена і знищена. Аверкін разом із залишками дивізії відійшов у Кримські гори, де приєднався до партизан. Незабаром він очолив 4-й партизанський район. 10 грудня 1941 року партизани Аверкіна були атаковані румунськими військами. В ході бою генерал загинув. Похований у братській могилі біля Ай-Петрінської метеостанції.

## Військові звання
- Полковник (1935)
- Комбриг (1939)
- Генерал-майор (1940)

## Нагороди
- Орден Леніна (1943; посмертно за партизанську діяльність)
- Медаль «XX років РСЧА» (1938)